# Gruchet-le-Valasse

Gruchet-le-Valasse este o comună în departamentul Seine-Maritime, Franța. În 1 ianuarie 2022 avea o populație de 3.026 de locuitori.